# هوغو إيبرهارت (أستاذ جامعي)
هوغو إيبرهارت (بالألمانية: Hugo Eberhardt)‏ هو مهندس معماري ألماني، ولد في 1874 في فورتفاغن في ألمانيا، وتوفي في 8 أبريل 1959 في ميلتنبرغ في ألمانيا.